# Evangelische Kirche (Wallernhausen)

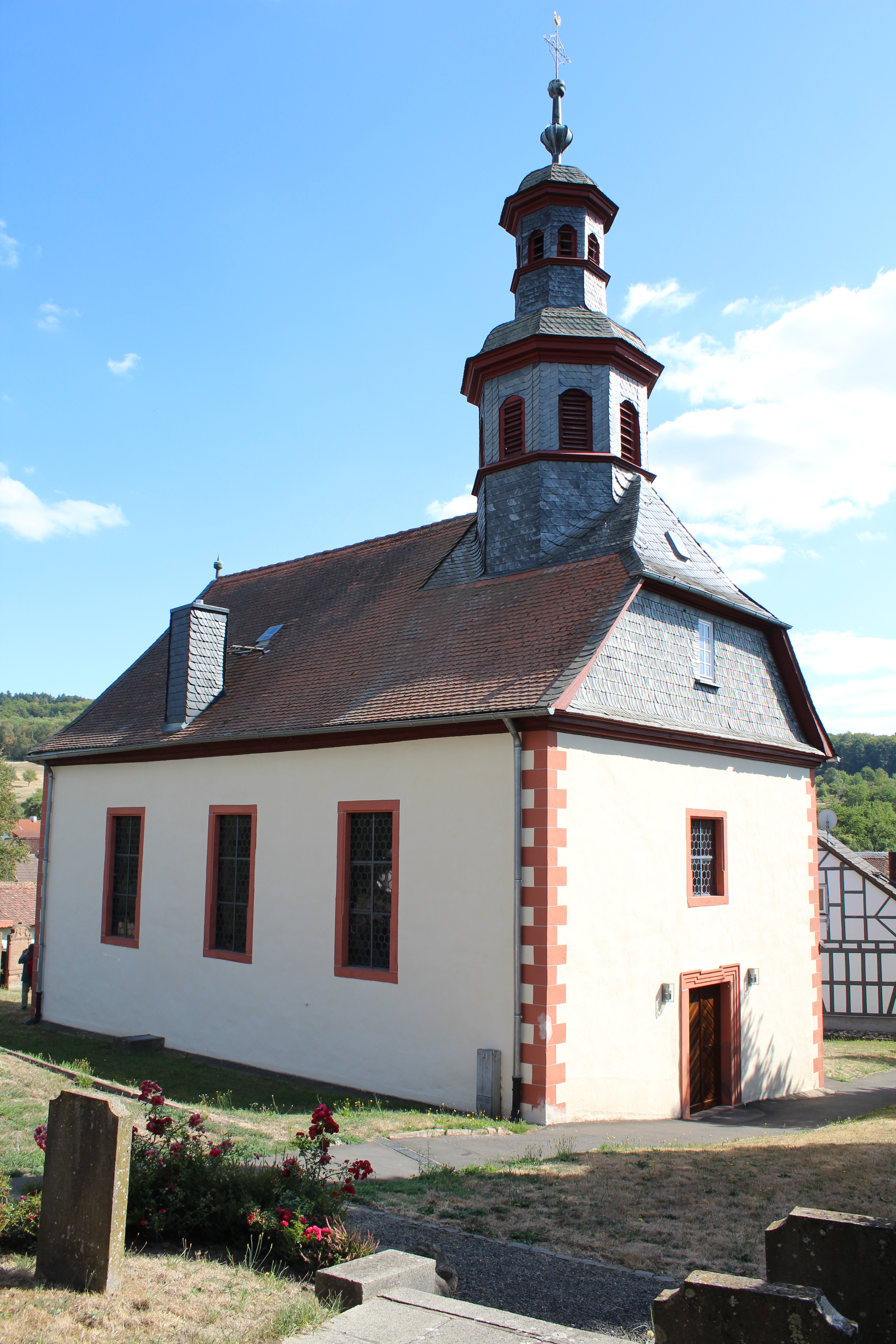
Kirche in Wallernhausen von Nordwesten

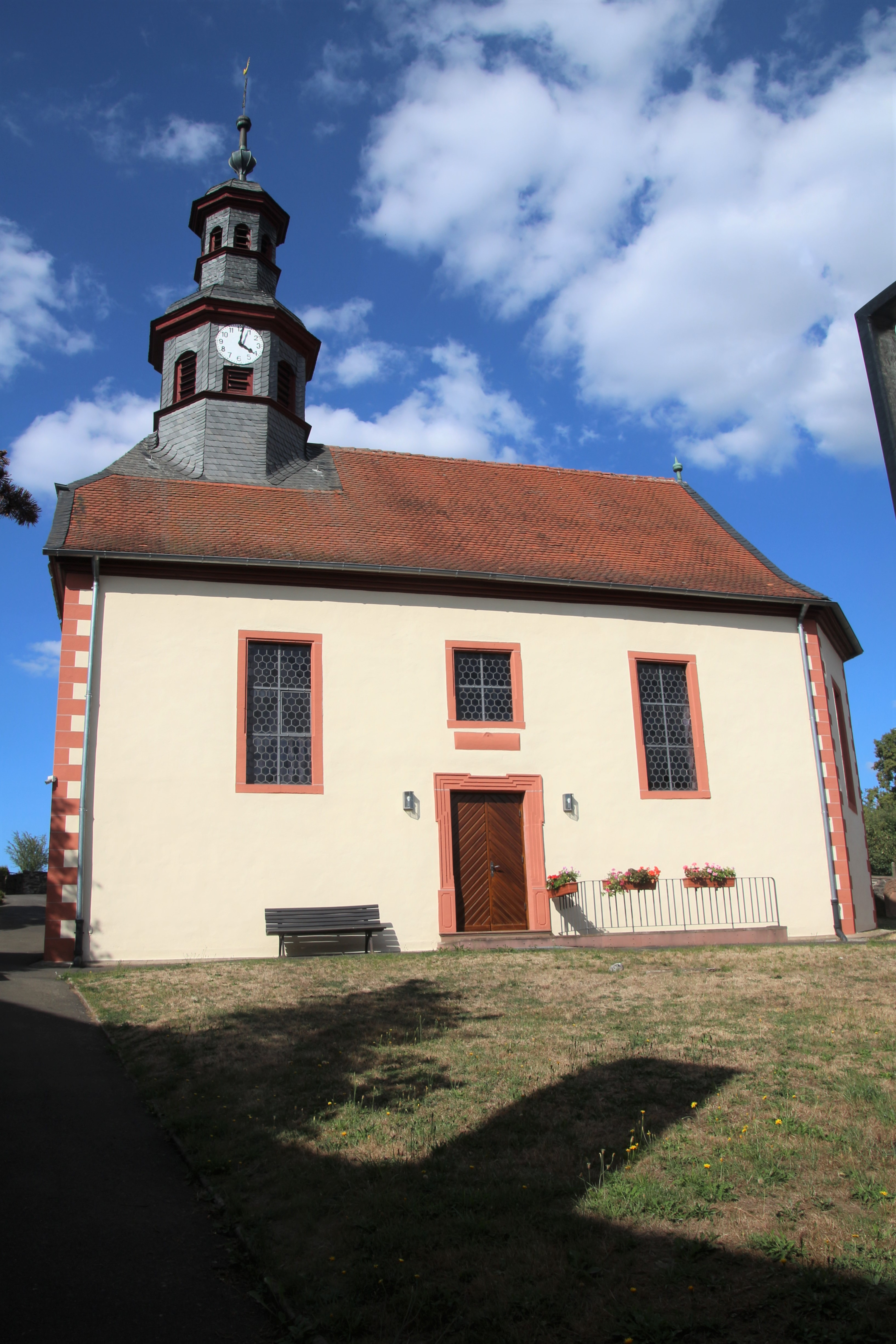
Südseite

Die Evangelische Kirche in Wallernhausen, einem Stadtteil von Nidda im Wetteraukreis in Hessen, ist eine barocke Saalkirche aus dem Jahr 1740. Das Gotteshaus mit dreiseitigem Ostschluss und Haubendachreiter ist aus geschichtlichen und künstlerischen Gründen hessisches Kulturdenkmal.

## Geschichte
In kirchlicher Hinsicht gehörte die Pfarrkirche im Mittelalter zum Archidiakonat von St. Maria ad Gradus im Erzbistum Mainz.
Im Spätmittelalter war Wallernhausen die Mutterkirche der Fauerbacher Kirche. Im Jahr 1359 war Wallernhausen selbstständige Pfarrei. Eine Restaurierung des Altars im Jahr 1968 bestätigte, dass ein Vorgängerbau bereits im 15. Jahrhundert existierte. Im Jahr 1493 wurde das Patronatsrecht der Johanniterkommende in Nidda geschenkt.
Mit Einführung der Reformation wechselte Wallernhausen zum evangelischen Bekenntnis. Erster evangelischer Pfarrer war Bechtold Ringshausen von 1527 bis 1561, der bis 1527 dem Johanniterorden angehörte und anschließend das Johanniterhaus in Nidda verwaltete. Die Kollatur hatten bis 1585 die Johanniter aus Nidda inne, danach Ludwig IV., Landgraf von Hessen-Marburg und nach seinem Tod die Landgrafen von Hessen-Darmstadt. Ab dem 16. Jahrhundert bis 1852 gehörten zur Pfarrei Wallernhausen die Orte Fauerbach, Ober-Lais und Glashütten sowie die Siedlung Streithain. Nach Abpfarrung von Ober-Lais (mit Nebenorten) im Jahr 1856 bilden Wallernhausen und Fauerbach ein Kirchspiel.
Die mittelalterliche Kirche wurde 1738–1740 durch einen Barockbau ersetzt.
Im Jahr 1901 erfolgte eine umfassende Innenrenovierung, bei der das Chorgestühl, die Sakristei, die Emporentreppe und die Brüstungsmalereien sowie die Fenster saniert wurden. Da die beiden mittleren Holzpfosten im unteren Bereich angefault waren, wurden sie durch Stein ersetzt. Maler Hartmann aus Camberg malte die Kirchendecke aus. Die Kosten für die gesamte Renovierung beliefen sich auf 5000 Mark.

## Architektur

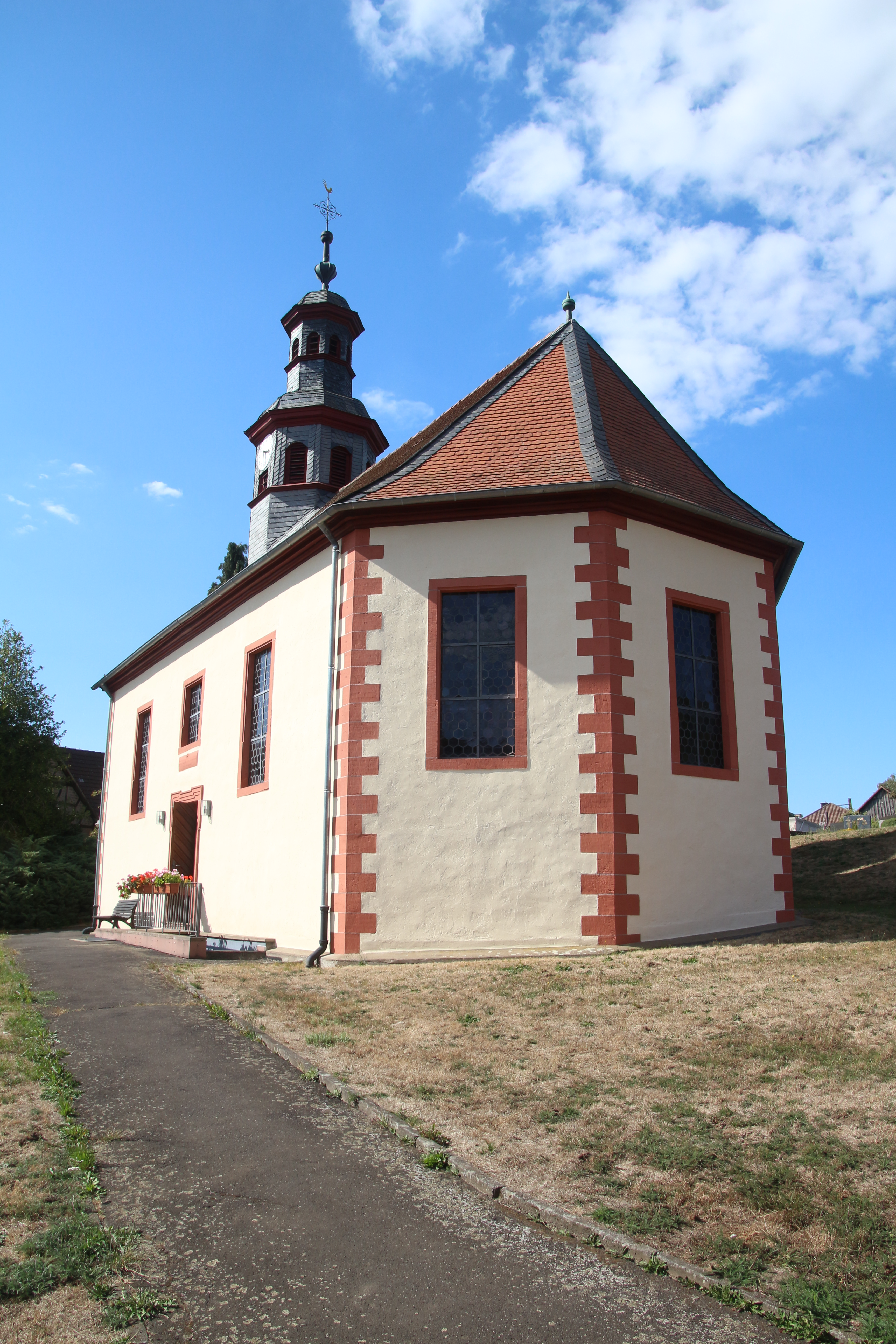
Polygonaler Ostschluss

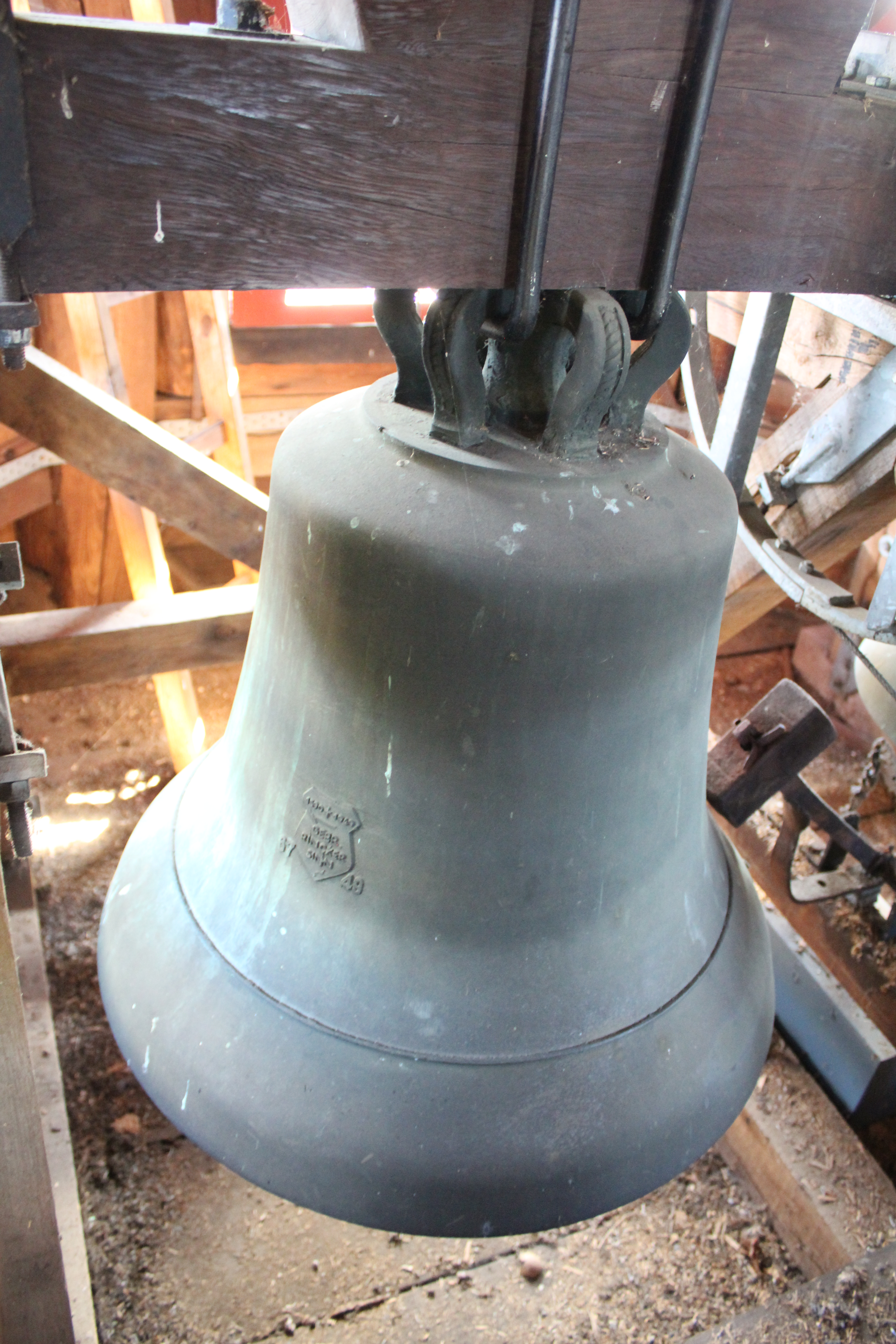
Rincker-Glocke von 1949

Die in etwa geostete kleine Saalkirche ist aus weiß verputztem Bruchsteinmauerwerk nordöstlich des alten Dorfkerns errichtet. Nur die Gewände der Fenster und des Portals aus rotem Sandstein sowie die Eckquaderung am Chor sind vom Verputz ausgespart.
An der Westseite erhebt sich über dem Schopfwalmdach ein zweigeschossiger Haubendachreiter. Dem achtseitigen Glockengeschoss mit rundbogigen Schallöffnungen und Zifferblatt der Turmuhr an der Südseite ist in verkleinerter Form eine Laterne aufgesetzt, die von einem Turmknauf, einem verzierten Kreuz und einem Wetterhahn bekrönt wird. Bereits die Vorgängerkirche beherbergte Glocken, die im Jahr 1590 gegossen wurden. Im Jahr 1784 gossen Johann Philipp und Johann Peter Bach eine neue Glocke, die nicht erhalten ist. Heute hängen drei Bronzeglocken der Gebr. Rincker, Sinn, im Dachreiter, die 1949 als Ersatz für die im Zweiten Weltkrieg abgelieferten Glocken gegossen wurden. Von den beiden Glocken im ersten Geschoss trägt eine die Inschrift „EHRE SEI GOTT IN DER HOEHE“. Die zweite setzt den Bibelvers fort: „FRIEDEN AUF ERDEN“ (Lk 2,14 ). Die dritte Glocke ist im zweiten Geschoss aufgehängt. Die Glocken haben die Tonhöhen d2, e2 und fis2.
Die Kirche wird durch zwei mittig angebrachte Portale im Süden und Westen mit profiliertem Gewände erschlossen. Darüber ist jeweils ein kleines Rechteckfenster eingelassen. An der Südseite flankieren zwei große hochrechteckige Fenster symmetrisch. Die Nordseite und der dreiseitige Chorabschluss haben jeweils drei große hochrechteckige Fenster.

## Ausstattung

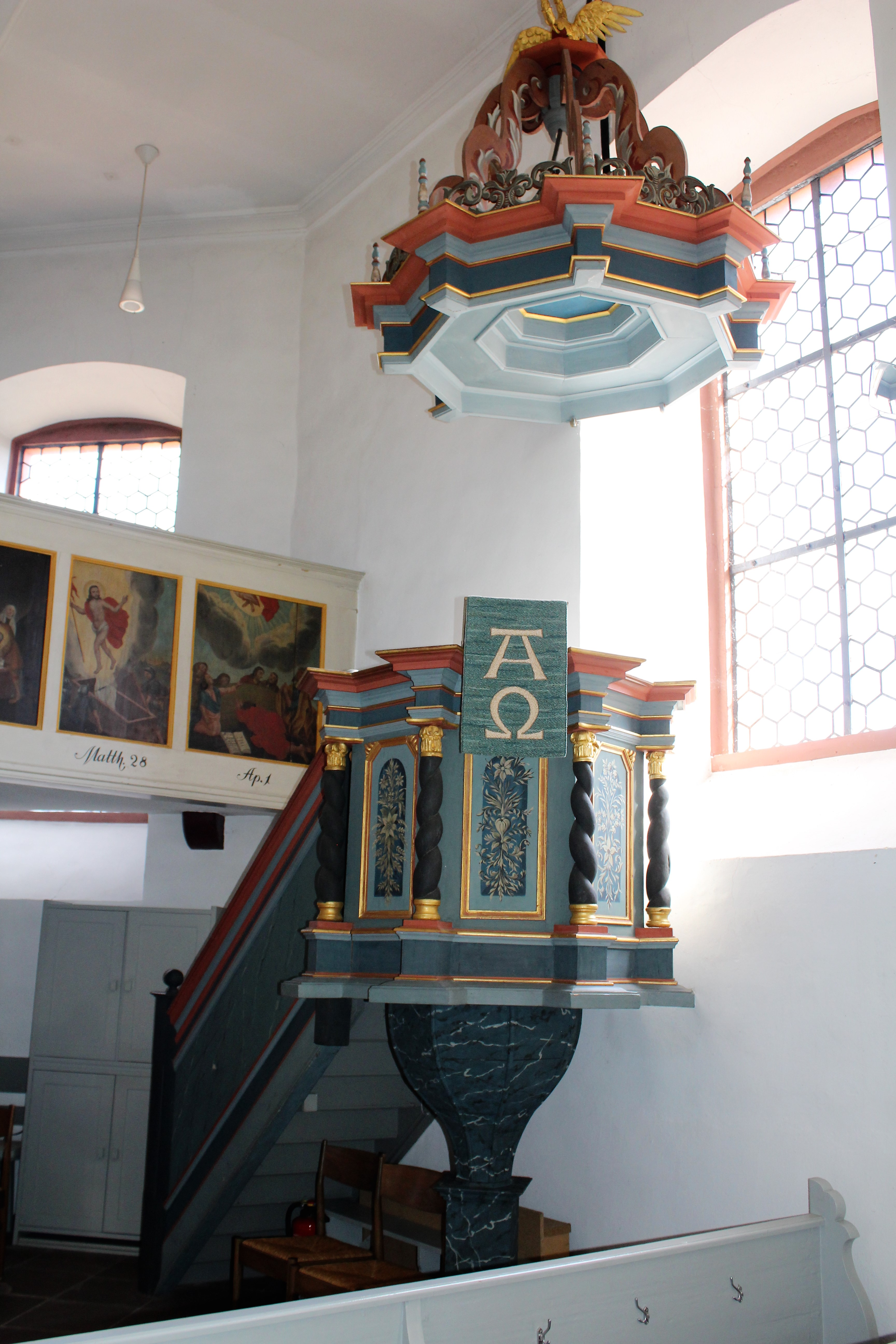
Barocke Kanzel

Innenraum Richtung Osten

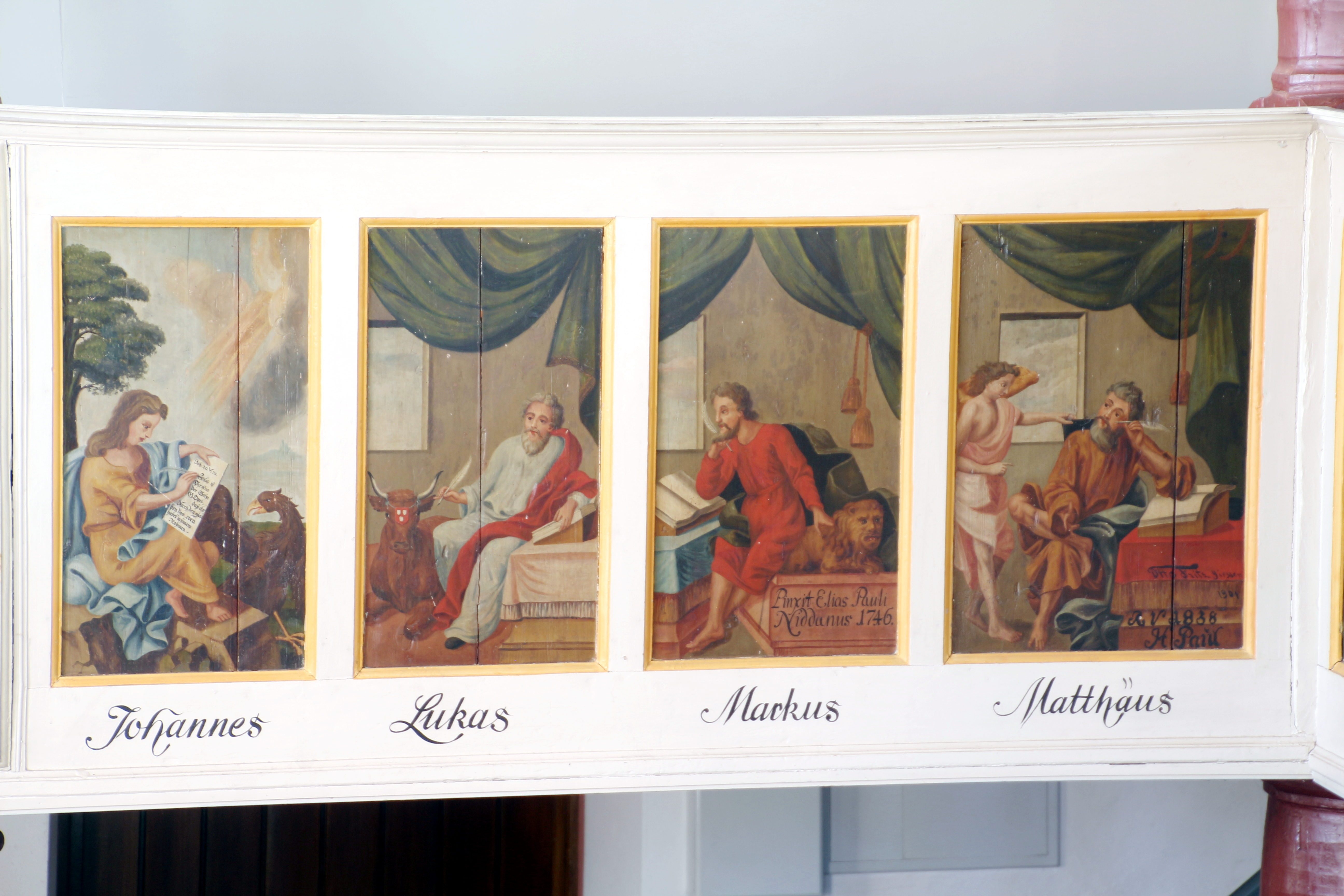
Evangelisten auf der Westempore

Die Kirchenausstattung stammt einheitlich aus dem Barock (Emporen, Kanzel, Orgelprospekt, Gestühl). Die Flachdecke wird von zwei Längsunterzügen getragen, die im Westen auf zwei Rundsäulen ruhen, die die Empore einbeziehen. Über der Ost- und der Westempore verziert ein schlichter Kreis aus Stuck das mittlere Deckenfeld. 
Die dreiseitig umlaufende Empore auf gebauchten Säulen trägt in 26 Füllungen Brüstungsmalereien, die Ernst Pauli im Jahr 1746 schuf. Die querrechteckige Abendmahlsdarstellung über dem Altar ist durch die doppelte Breite hervorgehoben; alle anderen Gemälde sind hochrechteckig. Im Westen werden das Jüngste Gericht, Luther, Mose und die vier Evangelisten, an der Langseite im Norden Christus und die zwölf Apostel und im Osten sechs neutestamentliche Szenen (Taufe Jesu, letztes Abendmahl, Kreuzigung, Grablegung, Auferstehung und Pfingsten) dargestellt. Die Gemälde an der West- und Nordempore haben Unterschriften mit den Namen der betreffenden Person. Bei den biblischen Szenen an den Kurzemporen ist die jeweilige Bibelstelle angegeben. Die Ostempore dient als Aufstellungsort für die Orgel. Das hölzerne Kirchengestühl hat geschnitzte Wangen.
Der aufgemauerte Altar hat eine überstehende Platte, an der ein hölzernes Kruzifix angebracht ist. Als Ständer der Taufschale dient eine gedrehte Säule eines umgearbeiteten Lesepults von 1611, in dessen quaderförmigen Fuß ein Pentagramm eingeritzt ist.
Die polygonale hölzerne Kanzel aus der Barockzeit ist überwiegend in Blautönen gefasst. Die stark profilierten Gesimskränze mit umlaufendem Fries und Verkröpfungen sind teils vergoldet oder in Rot bemalt. Der Kanzelkorb ruht auf einem marmorierten pokalförmigen Fuß. Zwischen gedrehten Freisäulen mit vergoldeten Basen und Kapitellen haben die Kanzelfelder hochrechteckige Füllungen, deren vergoldete Profile oben abgeschrägt sind. Die gemalten Füllungen zeigen Blumengebinde vor einem Rundbogen. Der achtseitige Schalldeckel hat ebenfalls einen verkröpften Gesimskranz mit Fries und darüber durchbrochenes Rankenwerk und gedrechselte Säulchen. Die Volutenkrone wird von einem vergoldeten Pelikan bekrönt, der mit dem Blut aus seiner Brust seine Jungen nährt, ein Symbol für Christus, der sich für seine Gemeinde opfert.

## Orgel

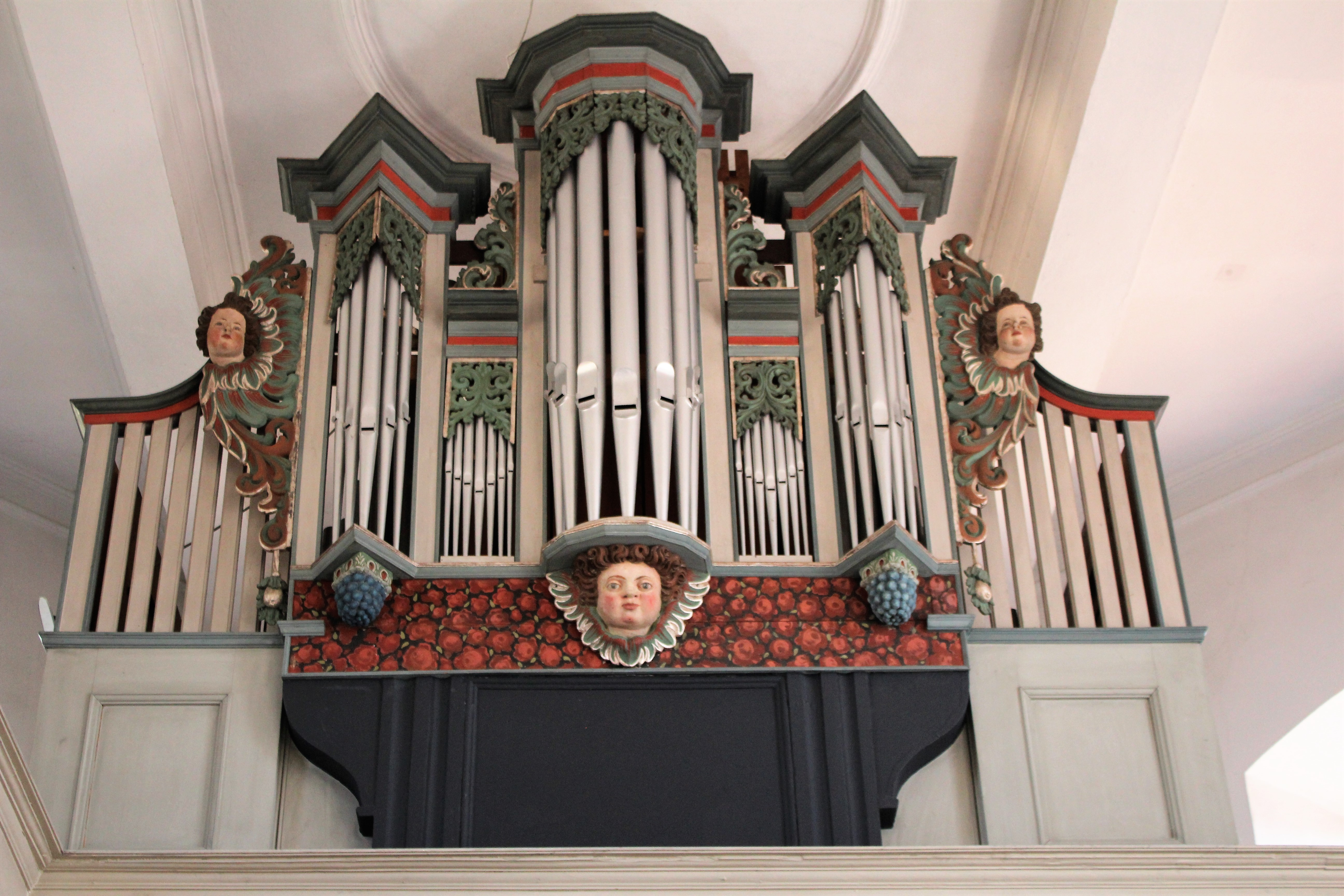
Historischer Orgelprospekt des 18. Jahrhunderts

Die Orgel wurde aus dem Vorgängerbau in die neue Kirche übernommen. Sie stammte von Johannes Bien aus Blankenau und wurde vor 1720 gefertigt. „Nachdem sie durch einen Vagabunden gänzlich ruiniert worden war“, stellte Johann Friedrich Syer sie im Jahr 1747 wieder her. Sie verfügte über sieben Register auf einem Manual und Pedal. Der fünfteilige Prospekt hat einen überhöhten polygonalen Mittelturm, der von zwei niedrigen Pfeifenflachfeldern flankiert wird. Außen stehen zwei Spitztürme. Die Pfeifenfelder werden oben mit Schleierbrettern aus durchbrochenem Akanthuswerk verziert. Profilierte Gesimskränze bekrönen die Türme und Flachfelder. Die seitlichen Blindflügel haben Engelköpfe. Traubengehänge tragen die Konsolen der Spitztürme und ein weiterer Engelkopf die Mittelturmkonsole. Der Hintergrund ist mit roten Rosen bemalt. Zu dem schmaleren Untergehäuse leiten geschwungene Konsolen über.
Die Licher Firma Förster & Nicolaus Orgelbau baute 1906 hinter dem barocken Prospekt auf pneumatischen Kegelladen ein neues seitenspieliges Werk mit zwölf Registern auf zwei Manualen und Pedal. Die Disposition lautet wie folgt:
| I Manual C–f3      |          |
| Principal          | 8′       |
| Gamba              | 8′       |
| Conzertflöte       | 8′       |
| Bourdun            | 8′       |
| Octave             | 4′       |
| Progr. Harmonia II | 2 ⁄3′+2′ |

| II Manual C–f3  |    |
| Geigenprincipal | 8′ |
| Liebl. Gedeckt  | 8′ |
| Dolce           | 8′ |
| Flauto dolce    | 4′ |

| Pedal C–d1    |     |
| Subbass       | 16′ |
| Principalbass | 8′  |

- Koppeln: II/I, Superoktavkoppel II/I, I/P, II/P
- Spielhilfen: 3 feste Kombinationen (Piano, Mezzoforte, Forte), Auslöser